# Horné Štitáre
Horné Štitáre é um município da Eslováquia, situado no distrito de Topoľčany, na região de Nitra. Tem 5,68 km² de área e sua população em 2018 foi estimada em 571 habitantes.

## Demografia
| Ano:        | 1994 | 2004   | 2014    | 2024    |
| ----------- | ---- | ------ | ------- | ------- |
| Broj ljudi: | 456  | 452    | 506     | 654     |
| Razlika:    |      | -0,87% | +11,94% | +29,24% |

| Ano:               | 2023 | 2024   |
| ------------------ | ---- | ------ |
| Número de pessoas: | 676  | 654    |
| Diferença:         |      | -3,25% |